# Alan Gow
Alan Gow (Clydebank, Escocia, 9 de octubre de 1982), futbolista escocés. Juega de delantero y su actual equipo es el Exeter City de Inglaterra.

## Clubes
| Club            | País       | Año       |
| --------------- | ---------- | --------- |
| Clydebank FC    | Escocia    | 2001-2002 |
| Airdrie United  | Escocia    | 2002-2005 |
| Falkirk FC      | Escocia    | 2005-2007 |
| Rangers FC      | Escocia    | 2007-2008 |
| Blackpool FC    | Inglaterra | 2008      |
| Norwich City    | Inglaterra | 2009      |
| Plymouth Argyle | Inglaterra | 2009-2010 |
| Hibernian FC    | Escocia    | 2010      |
| Motherwell FC   | Escocia    | 2010-2011 |
| Notts County    | Inglaterra | 2011      |
| East Bengal FC  | India      | 2011-2012 |
| Exeter City     | Inglaterra | 2012-     |